# Petinomys
Petinomys là một chi động vật có vú trong họ Sóc, bộ Gặm nhấm. Chi này được Thomas miêu tả năm 1908. Loài điển hình của chi này là Sciuropterus lugens Thomas, 1895.

## Các loài
Chi này gồm các loài:
- Petinomys crinitus (Hollister 1911), Mindanao och mindre öar i samma område
- Petinomys fuscocapillus (Jerdon 1847), södra Indien, Sri Lanka, listas som nära hotad (near threatened)
- Petinomys genibarbis (Horsfield 1822), Malakahalvön, Java, Sumatra, Borneo, listas som sårbar (vulnerable)
- Petinomys hageni (Jentink 1888), Sumatra, Borneo (data deficient)
- Petinomys lugens (Thomas 1895), Mentawai
- Petinomys mindanensis (Rabor, 1939) Mindanao
- Petinomys sagitta (Linnaeus, 1766) Java
- Petinomys setosus (Temminck 1844), Myanmar, Thái Lan, Malakahalvön, Sumatra, Borneo
- Petinomys vordermanni (Jentink 1890), Malakahalvön, Borneo